# Kurt Kuykendall
Kurt Kuykendall (Chicago, Illinois, 30 de octubre de 1952) es un exfutbolista estadounidense que actuaba en la posición de guardameta. Representó a su país en los Juegos Panamericanos de 1975.

## Trayectoria
Kuykendall practicó baloncesto y béisbol durante su juventud. Asistió a la Universidad Americana de Washington D. C., donde descubrió el fútbol al ser invitado por unos compañeros de su fraternidad para jugar en un torneo intramuros como guardameta. Gracias a ello hizo una prueba con los Eagles y pasó así a representar a su universidad en los torneos de la División I de la NCAA. 
Se destacó en el circuito universitario, llegando a ser reconocido como All-American en 1973.
Se presentó al draft de 1974 de la North American Soccer League, siendo elegido en la primera ronda por los Washington Diplomats.
En 1975 fichó con el New York Cosmos, en el mismo año en que fue fichado Pelé. Por ese motivo no sólo jugó en el campeonato nacional, sino que también visitó varios países para disputar partidos amistosos.
Tras dos años con los neoyorquinos, pasó a las filas del California Sunshine, un equipo del Condado de Orange enrolado en la American Soccer League.
En 1978 decidió abandonar el fútbol profesional y dedicarse al negocio de los bienes raíces en el área de Washington D. C. Sin embargo el 29 de enero de ese año aceptó volver a las canchas para jugar un partido con el equipo de fútbol rápido de los Washington Diplomats. Poco después firmó un contrato con Jerry Saperstein, el hijo de Abe Saperstein, para jugar en la emergente Super Soccer League. Fue elegido en el draft por los Atlanta Wallbangers, pero la competición fue finalmente cancelada y no se llegó a disputar ningún partido oficial de la misma.
Su última experiencia como profesional fue jugando para los Rochester Lancers en la temporada 1979 de la North American Soccer League, luego de que fuera convocado por los administradores de la franquicia para suplantar a los futbolistas que se habían plegado a la huelga de jugadores que se desarrollaba ese año.

## Selección nacional
En 1974 se postuló para integrar la selección de fútbol olímpica de Estados Unidos que aspiraba a participar de los Juegos Olímpicos de Montreal 1976. Si bien su equipo no logró clasificar para el evento multinacional, si disputó otros torneos como los Juegos Panamericanos de 1975.

## Vida privada
Kuykendall es un cristiano devoto.
La película For the Glory de 2012 está inspirada en su vida.
Sus tres hijos y dos hijas compitieron en el fútbol universitario estadounidense, destacándose Shawn Kuykendall, quien también llegó a jugar como profesional y murió a sus 32 años a causa de un cáncer que padecía.